# Chanoinesses Hospitalières de Saint-Augustin
Die Chanoinesses Hospitalières de Saint-Augustin sind ein römisch-katholischer Frauenorden, der im Grenzgebiet zwischen Frankreich, Belgien und den Niederlanden ansässig war. Es handelte sich hierbei um einen Zusammenschluss mehrerer Orden mit sehr ähnlicher Ausrichtung.
Die Hospitalières de Saint-Nicolas sind ein Orden, dessen Schwestern bereits 1266 im Hospital von Saint-Nicolas erwähnt sind. 1319 erhielten sie durch den Bischof von Cambrai neue Konstitutionen, welche 1618 wiederum revidiert wurden. 1928 bestand die Gemeinschaft der Hospitalières de Saint-Nicolas aus 23 Schwestern in vier Häusern.
Am 7. März 1928 aggregierte sich die Gemeinschaft dem Augustinerorden.
Nach ersten Annäherungen an die Kongregation der Sœurs Hospitalières de Ath im Jahre 1939 wurde 1942 durch den Heiligen Stuhl eine Novizenmeisterin für beide Gemeinschaften ernannt. Noch im selben Jahr vereinigten sich die beiden Gemeinschaften zu einer Föderation diözesanen Rechtes, deren erste Generaloberin das Generalat und das Noviziat nach Mignault transferierte. 1947 erhielt die Gemeinschaft den Status einer Kongregation päpstlichen Rechts. 
Zu einer regelrechten Fusion, an welcher auch die Hospitalières de Lessines beteiligt waren, scheint es erst 1950 gekommen zu sein. Doch kam es offensichtlich schon bald zu unüberwindlichen Zerwürfnissen innerhalb der Kongregation, so dass diese 1962 endgültig auseinanderbrach. 
Während die Gemeinschaft in Enghien (Edingen) mit den Franciscanessen Penetentien van Opbrakel (Franziskanerinnen) fusionierte, schlossen sich die Schwestern von Lessines an die Servites de Marie de Jolimont und die Schwestern von Ath an die Augustines de l’Immaculée-Conception de Saint-Amand in Frankreich an.